# Fekete Beszéd
A fekete beszéd egy J.R.R. Tolkien által alkotott mesterséges nyelv.
Tolkien több nyelvet is alkotott, amelyeken a műveiben, legfőképpen a Középfölde-legendáriumban szereplő különböző fajokat vagy népeket szólaltatta meg. A nyelvalkotás mondhatni, Tolkien egyik mestersége, hiszen maga is nyelvész volt. A nyelvek mellett megalkotta az azokat leíró írásrendszereket is. A leginkább kidolgozott nyelvek ezek közül a quenya és a sindarin, amelyek bonyolult és részletes nyelvtannal, valamint gazdag (és a mai napig bővülő) szókinccsel rendelkeznek.
A fekete beszéd ezekkel a jellemzőkkel nem dicsekedhet, hiszen nagyon kevés idézet található ezen a nyelven a Gyűrűk Ura könyveiben, ám ezek egyike maga az Egy Gyűrű felirata.
A nyelvet Szauron hozta létre az általa uralt területeken élő népek számára – végső célja az volt, hogy egész Középföldén ezen a nyelven beszéljen mindenki, mikor meghódítja azt, de nem járt teljes sikerrel. A fekete beszédet végül a nazgûlok, az Olog-hai-ok (a mordori harci trollok) használták, Szauron parancsnokai (pl. Szauron Szája, aki a Fekete Kapunál bukkan elő) és egyéb sötét szolgái.
Tehát a nyelvet Mordorban, a fekete földön, illetve Minas Morgulban és Dol Guldurban használták, valamint ennek egy lealacsonyított változatát Barad-dúrban a harmadkor végén.
Szauron ezen a nyelven írta az egy gyűrű szövegét, melyet csak a tűz kelthet életre.